# Aleksandr Gurin
Aleksandr Gurin, född 15 mars 1988, är en kazakstansk nordisk kombinationsåkare. Gurin deltog i VM i Sapporo 2007 och kom på 45:e plats i sprintmomentet.